# Globul de cristal (film)
Globul de cristal este un film românesc din 1964 regizat de Gheorghe Naghi. Rolurile principale au fost interpretate de actorii Bogdan Untaru, Gheorghe Naghi.

## Distribuție
Distribuția filmului este alcătuită din:
- Bogdan Untaru — Ștefan
- Gheorghe Naghi — Mustăciosul